# Bandera de Palaos
La bandera de Palaos fue adoptada en octubre de 1980, cuando las islas pasaron a ser un gobierno autónomo, y luego República autónoma (1 de enero de 1981). El círculo amarillo representa la luna, símbolo de unidad, mientras que el fondo azul representa la independencia. Cabe destacar que su parecido con la bandera japonesa no es coincidencia. La bandera de Palaos también es una muestra de admiración hacia Japón, ya que este país impulsó tanto económica como tecnológicamente a Palaos. La gran amistad entre estos dos países se ve reflejada en la bandera, y en el Puente de la Amistad que une la isla de mayor tamaño y Koror, la antigua capital. El círculo amarillo, que representa la Luna, no está colocado en el mismo lugar que la bandera japonesa, por lo mismo de que es un signo de respeto y apreciación a Japón.

## Banderas históricas
La bandera del Protectorado de las Islas del Pacífico de las Naciones Unidas (PIPNU) consiste en un campo azul que contiene seis estrellas blancas de cinco puntas. Las estrellas simbolizaban los seis distritos del antiguo protectorado: las Marianas, las Islas Marshall, Yap, Chuuk, Pohnpei y Palaos. El campo azul simboliza libertad y lealtad.
La bandera fue el resultado de un concurso ganado por Gonzalo Santos, un funcionario gubernamental que vivía en el distrito de Yap. Por sus esfuerzos, ganó 250 dólares. La propuesta de Santos fue aprobada por el Consejo de Micronesia el 3 de octubre de 1962 y usada por primera vez el 24 de octubre. La bandera fue reaprobada por el Alto Comisario de PIPNU y por el Congreso de Micronesia en julio de 1965. Fue oficializada el 19 de agosto de 1965. Antes de esta fecha, fueron utilizadas las banderas de los Estados Unidos y la de las Naciones Unidas. La bandera fue utilizada prácticamente durante toda la década de los setenta y principios de los ochenta del siglo pasado. Para esa fecha, cada distrito tenía adoptado su propia bandera.

Bandera de Estados Unidos, usada de 1944 a 1979.
Bandera de las Naciones Unidas, usada de 1947 a 1965.
Bandera del Territorio en Fideicomiso de las Islas del Pacífico, de 1965 a 1980.